# Nick Minchin
Pour les articles homonymes, voir Minchin.
Nicholas Hugh Minchin (né le 15 avril 1953 à Sydney (Australie), est un homme politique australien du Parti libéral australien. Il est ministre du budget de 2001 à 2007. Nick Minchin est également sénateur d'Australie-Méridionale entre le 1er juillet 1993 et le 30 juin 2011. 